# Gene Stupnitsky
Gene Stupnitsky, född som Gena Stupnitsky, den 26 augusti 1977 i Kiev i dåvarande Ukrainska SSR i Sovjetunionen (nuvarande Ukraina), är en ukrainskfödd amerikansk manusförfattare, producent och regissör, som är uppvuxen i utkanten av staden Chicago i USA. Han brukar oftast göra samarbeten tillsammans med kollegan Lee Eisenberg, med vilken han även har grundat produktionsbolaget Quantity Entertainment. Mellan åren 2005 och 2010 agerade han som manusförfattare, regissör och producent på NBC-serien The Office, för vilken han har blivit nominerad till tre stycken Primetime Emmy Awards. Han blev därefter medskapare, manusförfattare och producent på HBO-serien Hello Ladies, vilket han var mellan åren 2013 och 2014. År 2023 var han dessutom en av skaparna till Amazon Freevee-serien Jury Duty, tillsammans med Lee Eisenberg.
Gene Stupnitsky har hittills (augusti 2024) varit aktiv i arbetet med fyra komedifilmer, Year One (2009), Bad Teacher (2011), Good Boys (2019) och No Hard Feelings (2023). I de två förstnämnda filmerna var han enbart manusförfattare, medan han har varit både manusförfattare och regissör i de två sistnämnda filmerna.

## Filmografi (i urval)

### Filmer
- 2009 – Year One (manusförfattare)
- 2011 – Bad Teacher (manusförfattare och exekutiv producent)
- 2019 – Good Boys (regissör och manusförfattare)
- 2023 – No Hard Feelings (regissör och manusförfattare)

### TV-serier
- 2005–2010 – The Office (TV-serie) (regissör, manusförfattare och exekutiv producent)
- 2013–2014 – Hello Ladies (TV-serie) (manusförfattare och exekutiv producent)
- 2014 – Bad Teacher (TV-serie) (exekutiv producent)
- 2014 – Trophy Wife (TV-serie) (manusförfattare och exekutiv producent)
- 2017 – SMILF (TV-serie) (exekutiv producent)
- 2023 – Jury Duty (TV-serie) (exekutiv producent)